# Illiers-Combray
Illiers-Combray è un comune francese di 3 350 abitanti situato nel dipartimento dell'Eure-et-Loir nella regione del Centro-Valle della Loira.
Il comune in origine si chiamava solo Illiers, ma è stato rinominato nel 1971 aggiungendo il nome di un paese narrato da Marcel Proust nel suo romanzo Alla ricerca del tempo perduto: il paese immaginario di Combray, infatti, è in parte ispirato a Illiers, dove lo scrittore trascorse le vacanze quando era bambino e dove si trova la casa-museo Maison de Tante Léonie. È l'unico esempio in Francia di una località che adotta come il suo nome uno fittivo.
È gemellato con Anversa degli Abruzzi, Coniston e Gemünden.

## Società

### Evoluzione demografica
Abitanti censiti